# USS LST-794
O USS LST-794 foi um navio de guerra norte-americano da classe LST que operou durante a Segunda Guerra Mundial.